# (15512) Snyder
(15512) Snyder ist ein Asteroid des Hauptgürtels, der am 18. Oktober 1999 von den US-amerikanischen Astronomen David B. Healy und Jeffrey S. Medkeff am Junk-Bond-Observatorium in Arizona (IAU-Code 701) entdeckt wurde.
Der Asteroid wurde nach dem US-amerikanischen Amateurastronomen Doug Snyder benannt.